# 樊經
樊經（1444年—？），字大經，湖廣岳州府澧州人，民籍。明朝政治人物。同進士出身。

## 生平
成化四年（1468年）戊子科湖廣鄉試第一名。成化五年（1469年）乙丑科會試第一百二十七名，殿試登進士第三甲第一百三十八名。

## 家族
曾祖樊琯。祖父樊如玉。父亲樊懋，曾任倉大使。